# باکای، بنگلادش
باکای (به لاتین: Bakai) یک روستا در بنگلادش است که در استان باریسال و در ناحیه باریسال واقع شده‌است.